# Henry Edward Bird
Henry Edward Bird (14. července 1830, Portsea, Hampshire – 11. dubna 1908, Londýn) byl anglický šachový mistr a historik.
Bird, civilním povoláním účetní, působil na šachové scéně více než padesát let. Již v devatenácti letech (roku 1849) se zúčastnil uzavřeného turnaje dvanácti členů šachového klubu londýnské kavárny Divan, (prohrál však již v prvním kole s Georgem Webbem Medleym 1:2) a v jedenadvaceti letech se zúčastnil prvního mezinárodního turnaje v Londýně roku 1851, kde však prohrál také již v prvním kole s Bernhardem Horwitzem 1:2 (=1).
Přestože Bird patřil k poměrně silným hráčům, nikdy nedosáhl výraznějšího úspěchu kromě roku 1879, kdy vyhrál miniturnaj čtyř hráčů v Londýně se 2 body před Josephem Henrym Blackburnem, Jamesem Masonem (oba 1,5 bodu) a Georgem Alcockem MacDonnellem (1 bod).

## Birdovy významnější šachové výsledky
- roku 1858 prohrál s Paulem Morphym 1:10 (=1),
- roku 1866 prohrál s Wilhelmem Steintzem 5:7 (=5),
- na turnaji při čtvrtém americkém šachovém kongresu roku 1876 skončil třetí za Jamesem Masonem a Maxem Juddem a obdržel cenu za krásu,
- na šachovém turnaji v Paříži roku 1878 skončil z dvanácti hráčů čtvrtý,
- na mezinárodním turnaji v Herefordu 1885 se umístil společně s Emilem Schallopem na druhém až třetím místě z jedenácti hráčů (turnaj vyhrál Joseph Henry Blackburne)
- s Isidorem Gunsbergem prohrál roku 1886 1:5 (=3) a roku 1889 2:3,
- na mezinárodním turnaji v Londýně roku 1888 se umístil na třetím místě za Isidorem Gunsbergem a Jamesem Masonem (celkem se zúčastnilo sedmnáct hráčů),
- s Emanuelem Laskerem prohrál roku 1890 2:7 (=3),
- na mezinárodním turnaji v Manchesteru roku 1890 se umístil společně s Georgem Henrym Mackenziem na třetím až čtvrtém místě za Siegbertem Tarraschem a J. H. Blackburnem, (celkem se zúčastnilo dvacet hráčů),

## Bird jako šachový teoretik a spisovatel
V oblasti šachové teorie zavedl Bird zahájení 1. f4, známé jako Birdova hra. Je rovněž autorem Birdovy obrany ve španělské hře 3. ... Jd4, která je dnes mnohými považována za strategicky méněcennou.
Roku 1874 vytvořil Bird na desce 10×8 vlastní variantu šachu podobnou variantě Pietra Carrery (jde o předchůdce Capablancových šachů). Na rozdíl od Carrey umístil exokámen spojující pohyb jezdce a střelce na sloupec d a figuru spojující pohyb jezdce a věže a na sloupec g.
Bird napsal rovněž celou řadu šachových knih a příruček (např. Chess for Beginners, Chess Masterpieces,  Chess Openings a Modern Chess), z nichž nejznámější je Chess History and Reminiscences (1893) věnovaná dějinám šachu.
|   | a              | b               | c                | d                | e              | f              | g                   | h                | i               | j              |   |  |
| 8 | a8 black věž   | b8 black jezdec | c8 black střelec | d8 black kancléř | e8 black dáma  | f8 black král  | g8 black arcibiskup | h8 black střelec | i8 black jezdec | j8 black věž   | 8 |  |
| 7 | a7 black pěšec | b7 black pěšec  | c7 black pěšec   | d7 black pěšec   | e7 black pěšec | f7 black pěšec | g7 black pěšec      | h7 black pěšec   | i7 black pěšec  | j7 black pěšec | 7 |  |
| 6 | a6             | b6              | c6               | d6               | e6             | f6             | g6                  | h6               | i6              | j6             | 6 |  |
| 5 | a5             | b5              | c5               | d5               | e5             | f5             | g5                  | h5               | i5              | j5             | 5 |  |
| 4 | a4             | b4              | c4               | d4               | e4             | f4             | g4                  | h4               | i4              | j4             | 4 |  |
| 3 | a3             | b3              | c3               | d3               | e3             | f3             | g3                  | h3               | i3              | j3             | 3 |  |
| 2 | a2 white pěšec | b2 white pěšec  | c2 white pěšec   | d2 white pěšec   | e2 white pěšec | f2 white pěšec | g2 white pěšec      | h2 white pěšec   | i2 white pěšec  | j2 white pěšec | 2 |  |
| 1 | a1 white věž   | b1 white jezdec | c1 white střelec | d1 white kancléř | e1 white dáma  | f1 white král  | g1 white arcibiskup | h1 white střelec | i1 white jezdec | j1 white věž   | 1 |  |
|   | a              | b               | c                | d                | e              | f              | g                   | h                | i               | j              |   |  |